# Georges Kablan Degnan
Georges Kablan Degnan, född 23 april 1953, är en friidrottare från Elfenbenskusten. Han deltog vid olympiska sommarspelen 1976 och olympiska sommarspelen 1984.